# Portul Tighina

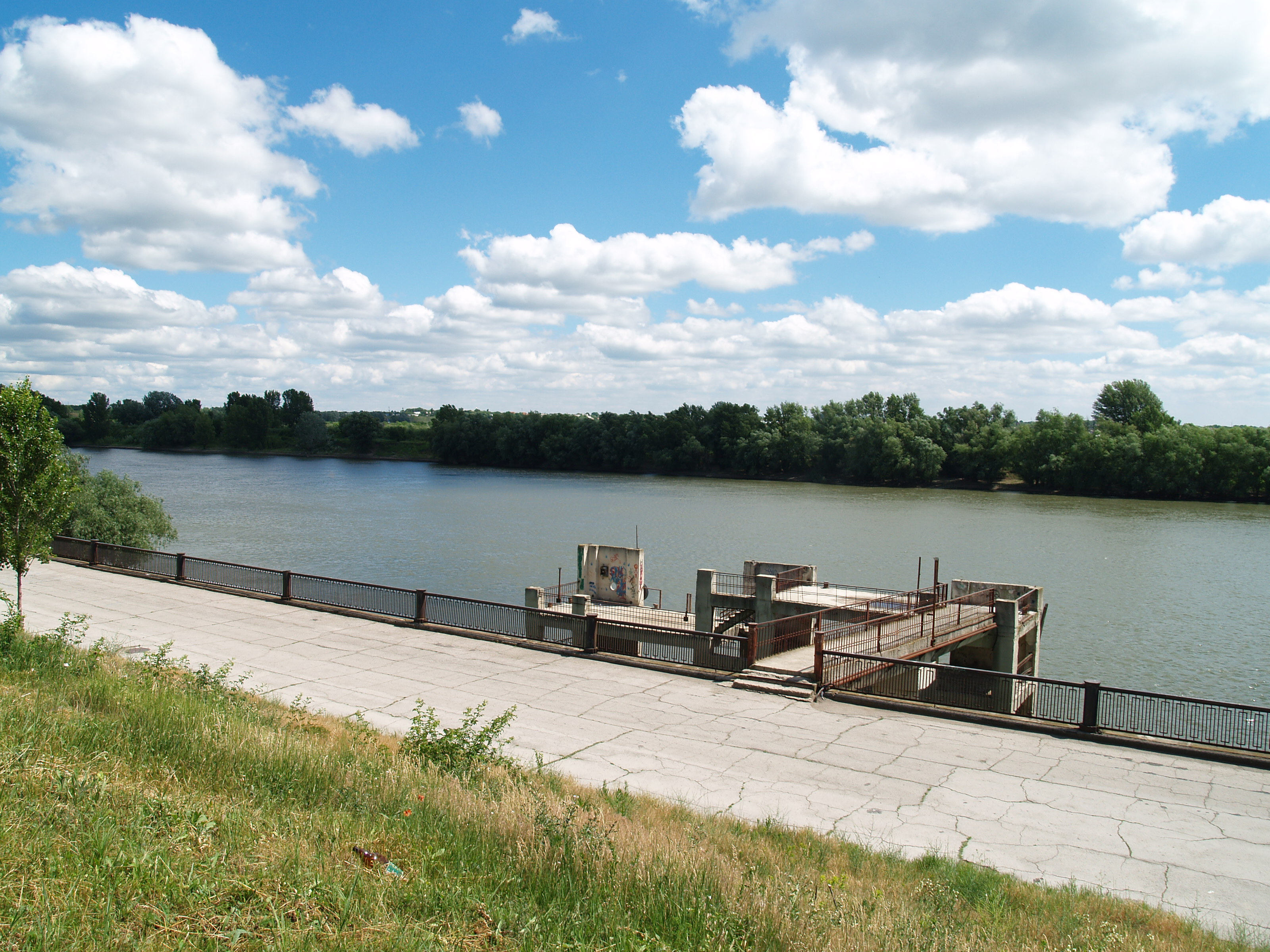
Nistrul la Tighina

Portul Tighina este amplasat în extremitatea estică a orașului Tighina (Republica Moldova), pe malul drept al Nistrului. Începând cu anul 1992, de facto orașul, respectiv portul, sunt controlate de către autoritățile separatiste din Stânga Nistrului. Întreprinderea are la balanță 11 nave de diferite tipuri, marea majoritate au un grad sporit de uzură. 
În perioada sovietică, Portul de la Tighina asigura transportarea mărfurilor din RSSM pe Nistru spre portul Odesa (azi în Ucraina). Activitatea acestuia a fost stopată după introducerea noului regim de tranzitare a graniței moldo-ucrainene.